# Mistrzostwa Świata U-17 w Piłce Nożnej Kobiet 2025
Ten artykuł dotyczy przyszłego wydarzenia sportowego. Informacje w nim zawarte zmienią się w przyszłości.
Mistrzostwa Świata U-17 w Piłce Nożnej Kobiet 2025 – dziewiąty turniej mistrzostw świata U-17 kobiet. Po raz pierwszy wydarzenie to rozgrywane będzie w Maroku. Rozpocznie się 17 października, a zakończy 8 listopada 2025 roku. Pierwszy turniej w Afryce, jednocześnie pierwszy z udziałem 24 drużyn.

## Wybór gospodarza
Maroko zostało wybrane gospodarzem turnieju w latach 2025-2029 14 marca 2024 roku w Zurychu.

## Zakwalifikowane zespoły
| Konfederacja                                     | Turniej kwalifikacyjny                                                          | Reprezentacja                 | Data kwalifikacji | Ostatni występ w MŚ U-17 | Najlepszy wynik w MŚ U-17       | Wynik |
| ------------------------------------------------ | ------------------------------------------------------------------------------- | ----------------------------- | ----------------- | ------------------------ | ------------------------------- | ----- |
| AFC (Azja)                                       | Klasyfikacja trzech ostatnich Pucharów Azji U-17                                | Korea Północna U-17           | 13 września 2024  | 2024                     | Mistrzostwo (2008, 2016, 2024)  |       |
| AFC (Azja)                                       | Klasyfikacja trzech ostatnich Pucharów Azji U-17                                | Japonia U-17                  | 13 września 2024  | 2024                     | Mistrzostwo (2014)              |       |
| AFC (Azja)                                       | Klasyfikacja trzech ostatnich Pucharów Azji U-17                                | Korea Południowa U-17         | 13 września 2024  | 2024                     | Mistrzostwo (2010)              |       |
| AFC (Azja)                                       | Klasyfikacja trzech ostatnich Pucharów Azji U-17                                | Chiny U-17                    | 13 września 2024  | 2022                     | Faza grupowa (2012, 2014, 2022) |       |
| CAF (Afryka)                                     | gospodarz                                                                       | Maroko U-17                   | 14 marca 2024     | 2022                     | Faza grupowa (2022)             |       |
| CAF (Afryka)                                     | Mistrzostwa Świata U-17 w Piłce Nożnej Kobiet 2025 (eliminacje strefy CAF)      | Kamerun U-17                  | 25 kwietnia 2025  | 2018                     | Faza grupowa (2016, 2018)       |       |
| CAF (Afryka)                                     | Mistrzostwa Świata U-17 w Piłce Nożnej Kobiet 2025 (eliminacje strefy CAF)      | Wybrzeże Kości Słoniowej U-17 | 25 kwietnia 2025  | debiutantki              | debiutantki                     |       |
| CAF (Afryka)                                     | Mistrzostwa Świata U-17 w Piłce Nożnej Kobiet 2025 (eliminacje strefy CAF)      | Nigeria U-17                  | 25 kwietnia 2025  | 2024                     | III miejsce (2022)              |       |
| CAF (Afryka)                                     | Mistrzostwa Świata U-17 w Piłce Nożnej Kobiet 2025 (eliminacje strefy CAF)      | Zambia U-17                   | 26 kwietnia 2025  | 2024                     | Faza grupowa (2014, 2024)       |       |
| CONCACAF (Ameryka Centralna, Północna i Karaiby) | Mistrzostwa Świata U-17 w Piłce Nożnej Kobiet 2025 (eliminacje strefy CONCACAF) | Meksyk U-17                   | 6 kwietnia 2025   | 2024                     | II miejsce (2018)               |       |
| CONCACAF (Ameryka Centralna, Północna i Karaiby) | Mistrzostwa Świata U-17 w Piłce Nożnej Kobiet 2025 (eliminacje strefy CONCACAF) | Kanada U-17                   | 7 kwietnia 2025   | 2022                     | IV miejsce (2018)               |       |
| CONCACAF (Ameryka Centralna, Północna i Karaiby) | Mistrzostwa Świata U-17 w Piłce Nożnej Kobiet 2025 (eliminacje strefy CONCACAF) | Stany Zjednoczone U-17        | 5 kwietnia 2025   | 2024                     | II miejsce (2008)               |       |
| CONCACAF (Ameryka Centralna, Północna i Karaiby) | Mistrzostwa Świata U-17 w Piłce Nożnej Kobiet 2025 (eliminacje strefy CONCACAF) | Kostaryka U-17                | 7 kwietnia 2025   | 2014                     | Faza grupowa (2008, 2014)       |       |
| CONMEBOL (America Południowa)                    | Mistrzostwa Ameryki Południowej U-17 w Piłce Nożnej Kobiet 2025                 | Kolumbia U-17                 | 18 maja 2025      | 2024                     | II miejsce (2022)               |       |
| CONMEBOL (America Południowa)                    | Mistrzostwa Ameryki Południowej U-17 w Piłce Nożnej Kobiet 2025                 | Brazylia U-17                 | 21 maja 2025      | 2024                     | Ćwierćfinał (2010, 2012, 2022)  |       |
| CONMEBOL (America Południowa)                    | Mistrzostwa Ameryki Południowej U-17 w Piłce Nożnej Kobiet 2025                 | Ekwador U-17                  | 21 maja 2025      | 2024                     | Ćwierćfinał (2024)              |       |
| CONMEBOL (America Południowa)                    | Mistrzostwa Ameryki Południowej U-17 w Piłce Nożnej Kobiet 2025                 | Paragwaj U-17                 | 21 maja 2025      | 2016                     | Faza grupowa (2008, 2014, 2016) |       |
| OFC (Oceania)                                    | Mistrzostwa Oceanii U-16 w Piłce Nożnej Kobiet 2024                             | Nowa Zelandia U-17            | 18 września 2024  | 2024                     | III miejsce (2018)              |       |
| OFC (Oceania)                                    | Mistrzostwa Oceanii U-16 w Piłce Nożnej Kobiet 2024                             | Samoa U-17                    | 18 września 2024  | debiutantki              | debiutantki                     |       |
| UEFA (Europa)                                    | Mistrzostwa Europy U-17 w Piłce Nożnej Kobiet 2025                              | Holandia U-17                 | 7 maja 2025       | debiutantki              | debiutantki                     |       |
| UEFA (Europa)                                    | Mistrzostwa Europy U-17 w Piłce Nożnej Kobiet 2025                              | Norwegia U-17                 | 10 maja 2025      | debiutantki              | debiutantki                     |       |
| UEFA (Europa)                                    | Mistrzostwa Europy U-17 w Piłce Nożnej Kobiet 2025                              | Włochy U-17                   | 11 maja 2025      | 2014                     | III miejsce (2014)              |       |
| UEFA (Europa)                                    | Mistrzostwa Europy U-17 w Piłce Nożnej Kobiet 2025                              | Francja U-17                  | 11 maja 2025      | 2022                     | Mistrzostwo (2012)              |       |
| UEFA (Europa)                                    | Mistrzostwa Europy U-17 w Piłce Nożnej Kobiet 2025                              | Hiszpania U-17                | 14 maja 2025      | 2024                     | Mistrzostwo (2018, 2022)        |       |

## Losowanie
Drużyny zostaną podzielone na 4 koszyki.

## Stadiony
FIFA nie potwierdziła lokalizacji stadionów turnieju.

## Faza grupowa
Na podstawie:
Legenda
|  | Awans do fazy pucharowej. |

Gdy dwie lub więcej drużyn zakończy fazę grupową z taką samą liczbą punktów, o kolejności w tabeli decyduje:
1. bilans bramkowy
2. liczba goli zdobytych w fazie grupowej;
3. punkty zdobyte w meczach pomiędzy danymi drużynami;
4. różnica bramek w meczach pomiędzy danymi drużynami;
5. zdobyte bramki w meczach pomiędzy danymi drużynami;
6. klasyfikacja fair play;
7. losowanie.

### Grupa A
| Lp. | Drużyna         | M | Mecze | Mecze | Mecze | Bramki | Bramki | Bramki | Pkt |
| Lp. | Drużyna         | M | W     | R     | P     | +      | −      | +/−    | Pkt |
| --- | --------------- | - | ----- | ----- | ----- | ------ | ------ | ------ | --- |
| 1.  | Maroko U-17 (H) | 0 | 0     | 0     | 0     | 0      | 0      | 0      | 0   |
| 2.  | A2              | 0 | 0     | 0     | 0     | 0      | 0      | 0      | 0   |
| 3.  | A3              | 0 | 0     | 0     | 0     | 0      | 0      | 0      | 0   |
| 4.  | A4              | 0 | 0     | 0     | 0     | 0      | 0      | 0      | 0   |

### Grupa B
| Lp. | Drużyna | M | Mecze | Mecze | Mecze | Bramki | Bramki | Bramki | Pkt |
| Lp. | Drużyna | M | W     | R     | P     | +      | −      | +/−    | Pkt |
| --- | ------- | - | ----- | ----- | ----- | ------ | ------ | ------ | --- |
| 1.  | B1      | 0 | 0     | 0     | 0     | 0      | 0      | 0      | 0   |
| 2.  | B2      | 0 | 0     | 0     | 0     | 0      | 0      | 0      | 0   |
| 3.  | B3      | 0 | 0     | 0     | 0     | 0      | 0      | 0      | 0   |
| 4.  | B4      | 0 | 0     | 0     | 0     | 0      | 0      | 0      | 0   |

### Grupa C
| Lp. | Drużyna | M | Mecze | Mecze | Mecze | Bramki | Bramki | Bramki | Pkt |
| Lp. | Drużyna | M | W     | R     | P     | +      | −      | +/−    | Pkt |
| --- | ------- | - | ----- | ----- | ----- | ------ | ------ | ------ | --- |
| 1.  | C1      | 0 | 0     | 0     | 0     | 0      | 0      | 0      | 0   |
| 2.  | C2      | 0 | 0     | 0     | 0     | 0      | 0      | 0      | 0   |
| 3.  | C3      | 0 | 0     | 0     | 0     | 0      | 0      | 0      | 0   |
| 4.  | C4      | 0 | 0     | 0     | 0     | 0      | 0      | 0      | 0   |

### Grupa D
| Lp. | Drużyna | M | Mecze | Mecze | Mecze | Bramki | Bramki | Bramki | Pkt |
| Lp. | Drużyna | M | W     | R     | P     | +      | −      | +/−    | Pkt |
| --- | ------- | - | ----- | ----- | ----- | ------ | ------ | ------ | --- |
| 1.  | D1      | 0 | 0     | 0     | 0     | 0      | 0      | 0      | 0   |
| 2.  | D2      | 0 | 0     | 0     | 0     | 0      | 0      | 0      | 0   |
| 3.  | D3      | 0 | 0     | 0     | 0     | 0      | 0      | 0      | 0   |
| 4.  | D4      | 0 | 0     | 0     | 0     | 0      | 0      | 0      | 0   |

### Grupa E
| Lp. | Drużyna | M | Mecze | Mecze | Mecze | Bramki | Bramki | Bramki | Pkt |
| Lp. | Drużyna | M | W     | R     | P     | +      | −      | +/−    | Pkt |
| --- | ------- | - | ----- | ----- | ----- | ------ | ------ | ------ | --- |
| 1.  | E1      | 0 | 0     | 0     | 0     | 0      | 0      | 0      | 0   |
| 2.  | E2      | 0 | 0     | 0     | 0     | 0      | 0      | 0      | 0   |
| 3.  | E3      | 0 | 0     | 0     | 0     | 0      | 0      | 0      | 0   |
| 4.  | E4      | 0 | 0     | 0     | 0     | 0      | 0      | 0      | 0   |

### Grupa F
| Lp. | Drużyna | M | Mecze | Mecze | Mecze | Bramki | Bramki | Bramki | Pkt |
| Lp. | Drużyna | M | W     | R     | P     | +      | −      | +/−    | Pkt |
| --- | ------- | - | ----- | ----- | ----- | ------ | ------ | ------ | --- |
| 1.  | F1      | 0 | 0     | 0     | 0     | 0      | 0      | 0      | 0   |
| 2.  | F2      | 0 | 0     | 0     | 0     | 0      | 0      | 0      | 0   |
| 3.  | F3      | 0 | 0     | 0     | 0     | 0      | 0      | 0      | 0   |
| 4.  | F4      | 0 | 0     | 0     | 0     | 0      | 0      | 0      | 0   |

### Klasyfikacja III miejsc
| Lp. | Drużyna | M | Mecze | Mecze | Mecze | Bramki | Bramki | Bramki | Pkt |
| Lp. | Drużyna | M | W     | R     | P     | +      | −      | +/−    | Pkt |
| --- | ------- | - | ----- | ----- | ----- | ------ | ------ | ------ | --- |
| A.  | A3      | 0 | 0     | 0     | 0     | 0      | 0      | 0      | 0   |
| B.  | B3      | 0 | 0     | 0     | 0     | 0      | 0      | 0      | 0   |
| C.  | C3      | 0 | 0     | 0     | 0     | 0      | 0      | 0      | 0   |
| D.  | D3      | 0 | 0     | 0     | 0     | 0      | 0      | 0      | 0   |
| E.  | E3      | 0 | 0     | 0     | 0     | 0      | 0      |        | 0   |
| F.  | F3      | 0 | 0     | 0     | 0     | 0      | 0      |        | 0   |

W 1/8 finału, gdzie awansowały 4 najlepsze zespoły z 3. miejsc, kolejność meczów z tymi drużynami zależała od tego, z jakiej są grupy (kolorem żółtym jest zaznaczony wariant, który stał się faktem):
| 4 najlepsze zespoły z 3. miejsc | Rywal zwycięzcy grupy A | Rywal zwycięzcy grupy B | Rywal zwycięzcy grupy C | Rywal zwycięzcy grupy D |
| ------------------------------- | ----------------------- | ----------------------- | ----------------------- | ----------------------- |
| A B C D                         | 3. miejsce z grupy C    | 3. miejsce z grupy D    | 3. miejsce z grupy A    | 3. miejsce z grupy B    |
| A B C E                         | 3. miejsce z grupy C    | 3. miejsce z grupy A    | 3. miejsce z grupy B    | 3. miejsce z grupy E    |
| A B C F                         | 3. miejsce z grupy C    | 3. miejsce z grupy A    | 3. miejsce z grupy B    | 3. miejsce z grupy F    |
| A B D E                         | 3. miejsce z grupy D    | 3. miejsce z grupy A    | 3. miejsce z grupy B    | 3. miejsce z grupy E    |
| A B D F                         | 3. miejsce z grupy D    | 3. miejsce z grupy A    | 3. miejsce z grupy B    | 3. miejsce z grupy F    |
| A B E F                         | 3. miejsce z grupy E    | 3. miejsce z grupy A    | 3. miejsce z grupy B    | 3. miejsce z grupy F    |
| A C D E                         | 3. miejsce z grupy C    | 3. miejsce z grupy D    | 3. miejsce z grupy A    | 3. miejsce z grupy E    |
| A C D F                         | 3. miejsce z grupy C    | 3. miejsce z grupy D    | 3. miejsce z grupy A    | 3. miejsce z grupy F    |
| A C E F                         | 3. miejsce z grupy C    | 3. miejsce z grupy A    | 3. miejsce z grupy F    | 3. miejsce z grupy E    |
| A D E F                         | 3. miejsce z grupy D    | 3. miejsce z grupy A    | 3. miejsce z grupy F    | 3. miejsce z grupy E    |
| B C D E                         | 3. miejsce z grupy C    | 3. miejsce z grupy D    | 3. miejsce z grupy B    | 3. miejsce z grupy E    |
| B C D F                         | 3. miejsce z grupy C    | 3. miejsce z grupy D    | 3. miejsce z grupy B    | 3. miejsce z grupy F    |
| B C E F                         | 3. miejsce z grupy E    | 3. miejsce z grupy C    | 3. miejsce z grupy B    | 3. miejsce z grupy F    |
| B D E F                         | 3. miejsce z grupy E    | 3. miejsce z grupy D    | 3. miejsce z grupy B    | 3. miejsce z grupy F    |
| C D E F                         | 3. miejsce z grupy C    | 3. miejsce z grupy D    | 3. miejsce z grupy F    | 3. miejsce z grupy E    |

## Faza pucharowa
W fazie pucharowej uczestniczyło 16 zespołów, które awansowały z fazy grupowej. Ta część rywalizacji składała się z czterech rund, w każdej rundzie odpadała połowa drużyn. Po wyłonieniu czterech najlepszych drużyn turnieju, rozegrane zostały półfinały. Przegrani tych spotkań rozegrali mecz o brązowy medal, zaś zwycięzcy o tytuł mistrzowski. W każdym ze spotkań fazy pucharowej mecz zakończony w regulaminowym czasie remisem musiał być rozstrzygnięty poprzez trzydziestominutową dogrywkę. Jeżeli wynik nadal pozostawał nierozstrzygnięty, następuje seria rzutów karnych.
UWAGA: W nawiasach podane są wyniki po rzutach karnych.
*- Zwycięstwo po dogrywce.

## Strzelczynie
Bramki z serii rzutów karnych nie są wliczane do klasyfikacji strzelczyń.

## Nagrody
| Złota Piłka | Złoty But | Złota Rękawica | FIFA Fair Play |
| ----------- | --------- | -------------- | -------------- |
|             |           |                |                |

## Klasyfikacja końcowa
W przypadku meczu zakończonego serią rzutów karnych, w klasyfikacji mecz taki liczony jest jako remis i obu drużynom przypisuje się jeden punkt.
| Miejsce                        | Reprezentacja | Punkty | Bramki +/− | Bramki zdobyte |
| ------------------------------ | ------------- | ------ | ---------- | -------------- |
| Strefa medalowa                |               |        |            |                |
| złoto                          |               |        |            |                |
| srebro                         |               |        |            |                |
| brąz                           |               |        |            |                |
| 4.                             |               |        |            |                |
| Wyeliminowane w ćwierćfinałach |               |        |            |                |
| 5.                             |               |        |            |                |
| 6.                             |               |        |            |                |
| 7.                             |               |        |            |                |
| 8.                             |               |        |            |                |
| Wyeliminowane w 1/8 finału     |               |        |            |                |
| 9.                             |               |        |            |                |
| 10.                            |               |        |            |                |
| 11.                            |               |        |            |                |
| 12.                            |               |        |            |                |
| 13.                            |               |        |            |                |
| 14.                            |               |        |            |                |
| 15.                            |               |        |            |                |
| 16.                            |               |        |            |                |
| Wyeliminowane w fazie grupowej |               |        |            |                |
| 17.                            |               |        |            |                |
| 18.                            |               |        |            |                |
| 19.                            |               |        |            |                |
| 20.                            |               |        |            |                |
|                                |               |        |            |                |
| 21.                            |               |        |            |                |
| 22.                            |               |        |            |                |
| 23.                            |               |        |            |                |